# Jenny Hval
Jenny Hval (née le 11 juillet 1980 Tvedestrand, en Norvège) est une auteure-compositrice-interprète norvégienne. Elle a publié huit albums solos, deux d'abord sous le pseudonyme de Rockettothesky, puis six autres sous son propre nom, dont le dernier pour le label 4AD baptisé Iris Silver Mist, sorti en mai 2025.

## Discographie

### Albums studio
- 2011 - Viscera (Rune Grammofon)
- 2013 - Innocence Is Kinky (Rune Grammofon)
- 2015 - Apocalypse, Girl (Sacred Bones Records)
- 2016 - Blood Bitch (Sacred Bones Records)
- 2019 - The Practice of Love (Sacred Bones Records)
- 2022 - Classic Objects (4AD)
- 2025 - Iris Silver Mist (4AD)

### Collaborations
Avec Susanna
- 2014 - Meshes of Voice (SusannaSonata)

Avec Trondheim Jazz Orchestra & Kim Myhr
- 2016 - In the End His Voice Will Be the Sound of Paper (Hubro)